# Kabupaten de Magetan
Le kabupaten de Magetan, en indonésien Kabupaten Magetan, est un kabupaten situé dans la province indonésienne de Java oriental. Son chef-lieu s’appelle également Magetan.

## Géographie
Le kabupaten est bordé par :
- Au nord, celui de Ngawi,
- À l'est, le kabupaten et la kota de Madiun,
- Au sud, le kabupaten de Ponorogo et
- À l'ouest, la province de Java central.

## Traditions

### LeLabuh Sesaji

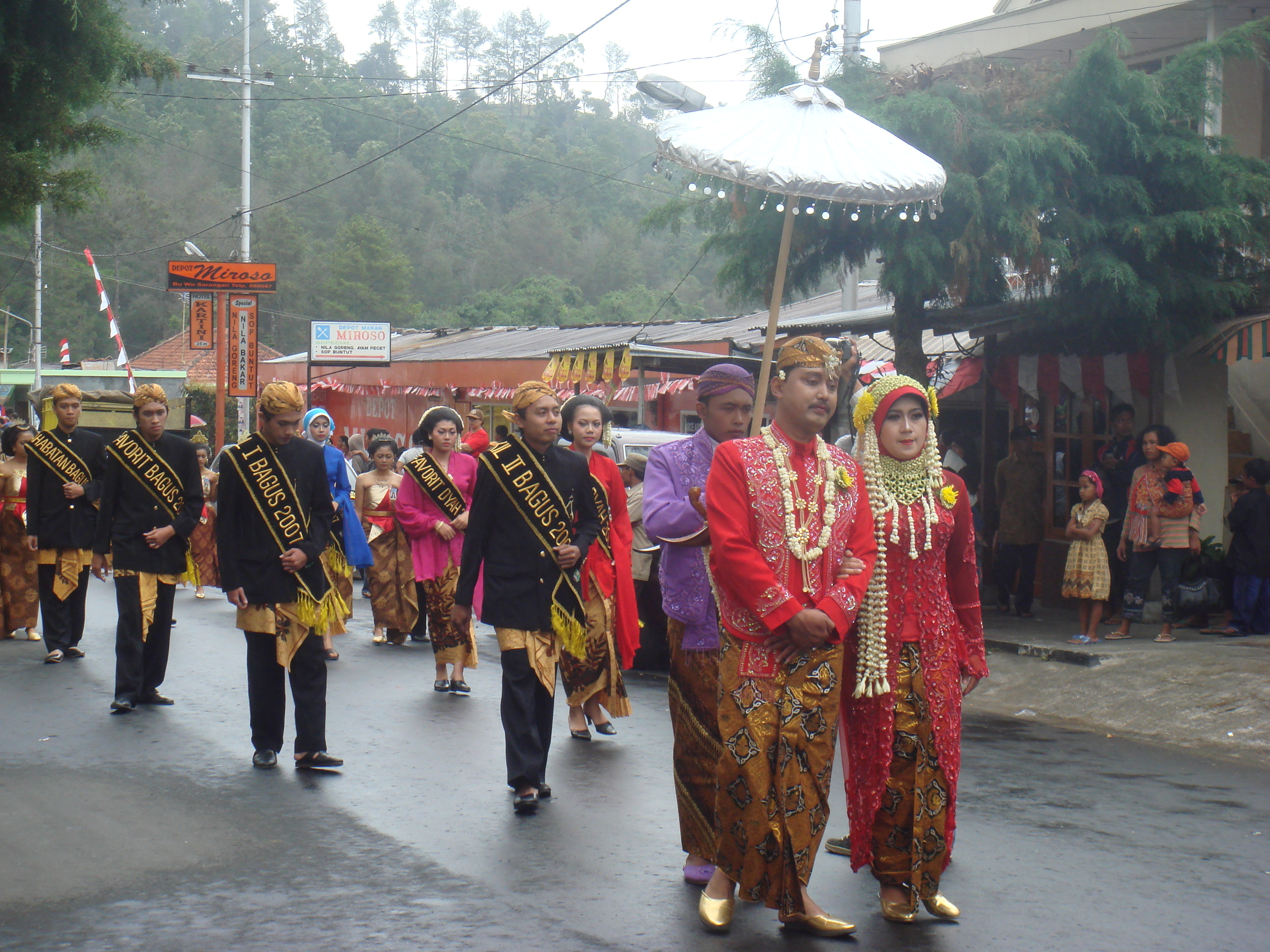
Procession du Labuh Sesaji

Labuh sesaji veut dire « lancer des offrandes » en javanais. Il consiste à jeter des offrandes à l’eau. A Magetan, cette cérémonie se tient chaque année au lac de Sarangan, un vendredi pon (un des cinq jours de la semaine javanaise dite pasaran) du mois de ‘’Ruwah’’. Elle a lieu dans le cadre d’un Bersih Desa, littéralement « nettoyage du village », cérémonie par laquelle les villageois rendent hommage à l’esprit tutélaire et à l’ancêtre fondateur du village.

## Tourisme

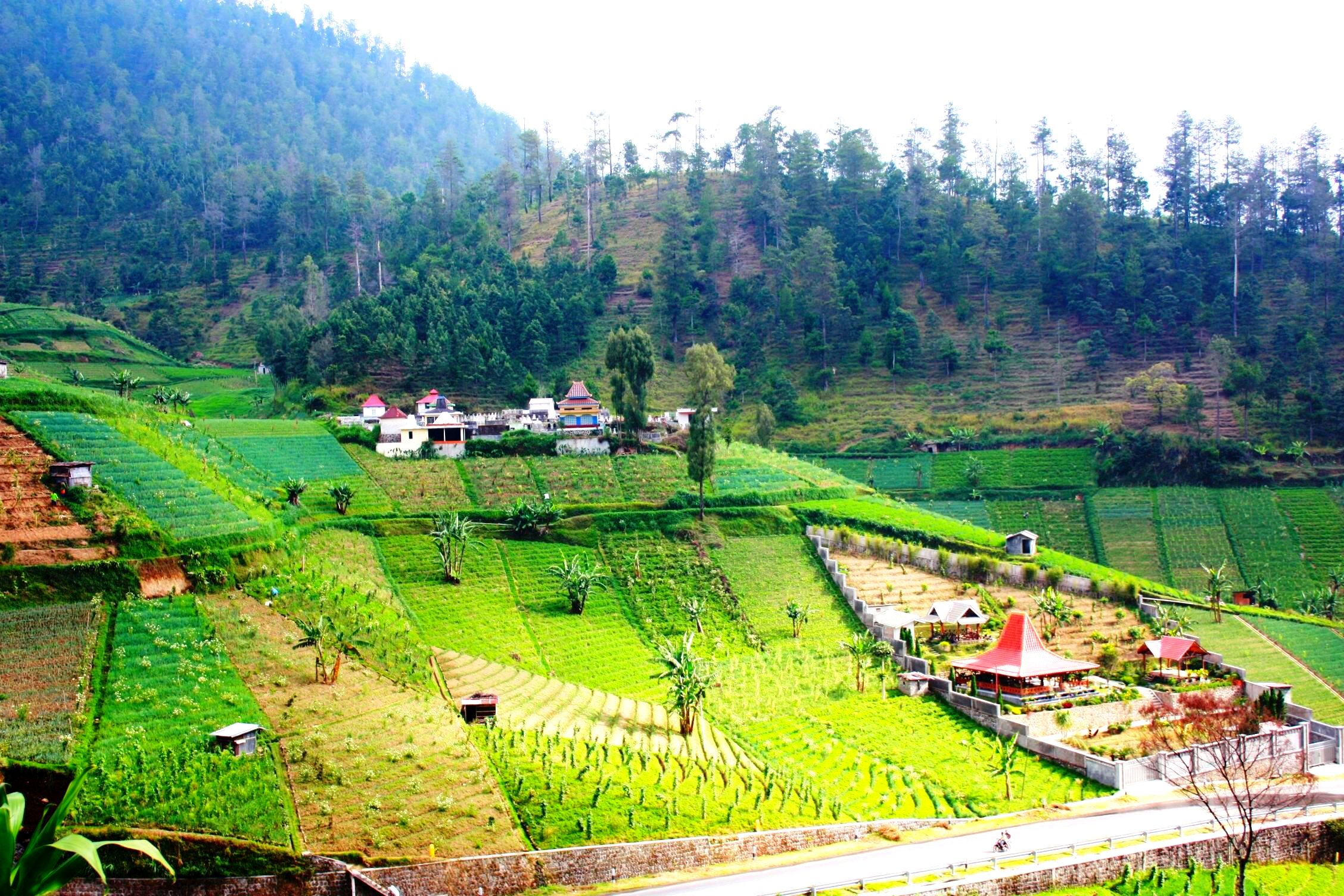
Cultures à flanc de montagne à Sarangan

- La station d’altitude de Sarangan; créée l’époque coloniale à 16 km à l’ouest de Magetan, à mi-chemin entre les villes de Solo et Madiun, sur le flanc du mont Lawu à une altitude de 1 287 mètres, était une villégiature appréciée des Hollandais. Le lac de Sarangan est situé non loin.
- Le mont Lawu est un volcan éteint. Le jalak Lawu ou "étourneau du Lawu", de la famille des Sturnidae, est un oiseau endémique au mont Lawu. Selon la croyance locale, si un grimpeur ne le voit pas en chemin, il risque de se perdre ou de ne pas rentrer sain et sauf.

## Archéologie
On trouve quelques sites archéologiques à Magetan, qui attendent d’être restaurés :
- Le temple de Reog ou Sadon, qui date de l’époque du roi Airlangga, est situé dans le village de Cepoko, dans le nord du kabupaten.
- Le temple de Simbatan se trouve dans le village du même nom, à 17 km à l’est de la ville de Magetan. Les villageois y organisent le Bersih Desa annuel en l’honneur de Dewi Sri, la déesse du riz, dont ils considèrent que la statue du temple la représente, le vendredi pahing (un autre jour de la semaine javanaise) du mois musulman de Muharram.
- L’inscription de Watu Ongko (« la pierre à chiffres »), située dans le village de Ngancar, se trouve sur une tombe qui est l’objet d’une cérémonie à certaines dates de l’année.

## Lesbupatides époques duroyaume de Mataramet coloniale

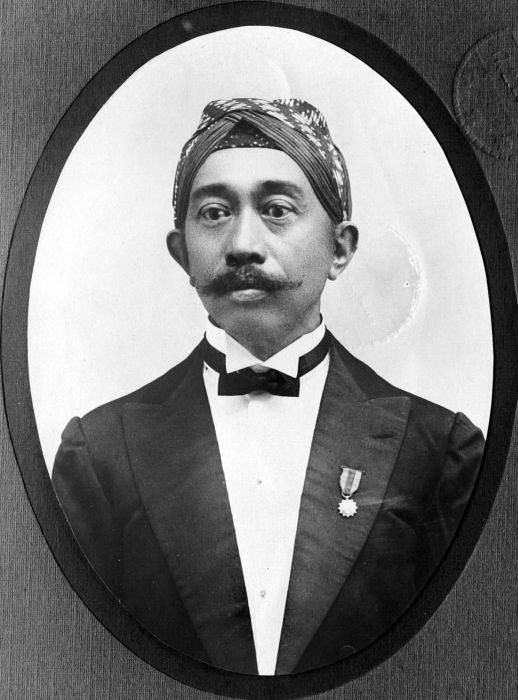
Le regent de Magetan

1. Raden Tumenggung Yosonegoro (1675 - 1703)
2. Raden Ronggo Galih Tirtokusumo (1703 - 1709)
3. Raden Mangunrono (1709 - 1730)
4. R. T. Citrodiwirjo (1730 - 1743)
5. Raden Arja Sumaningrat (1743 - 1755)
6. Kanjeng Kyai Adipati Poerwadiningrat (1755 - 1790)
7. R. T. Sosrodipuro (1790 - 1825)
8. R. T. Sosrowinoto (1825 - 1837)
9. Raden Mas Aria Kartonagoro(1837 - 1852)
10. R. M. A. Adipati Surohadiningrat III (1852 - 1887)
11. Raden Mas Tumenggung Adiwinoto (1887 - 1912), R. M. T. Kertonegoro (1889)
12. R. M. T. Surohadinegoro (1912 - 1938), R. A. Arjohadiwinoto (1919)
13. R. M. T. Soerjo (1938 - 1943)
14. R. M. A. Tjokrodiprojo (1943 - 1945)